# Joaquín Turina
Joaquín Turina Pérez (Sevilla, 9 de diciembre de 1882-Madrid, 14 de enero de 1949) fue un compositor y musicólogo español representante del nacionalismo en la primera mitad del siglo XX. Manuel de Falla, Isaac Albéniz y él compusieron las obras más importantes del impresionismo en España. Sus obras más importantes son Danzas fantásticas y La procesión del Rocío.

## Biografía
Joaquín Turina nació en Sevilla el 9 de diciembre de 1882. Su padre, Joaquín Turina y Areal, era un pintor costumbrista, y su madre, Concepción Pérez, cantaba en el coro de mujeres de su hermandad.
Desde pequeño fue conocido como un niño prodigio. Con tan solo cuatro años improvisaba virtuosamente en el acordeón que le había regalado una de sus criadas. Tuvo la oportunidad de recibir sus primeras clases de música en el Colegio del Santo Ángel y era el encargado de acompañar al coro de niñas. 
En el colegio de San Ramón cursó el bachillerato y empezó los estudios de piano con Enrique Rodríguez. Evaristo García Torres, maestro de capilla de la Catedral de Sevilla, fue quien le enseñó gran parte de los conocimientos de armonía y contrapunto que el compositor puso en práctica en sus obras artísticas.
Turina guardaba muy buen recuerdo de su mentor Evaristo García. Con estas palabras mostraba su afecto a su profesor: «Tenía un talento superior al de Eslava». O también:

«Permitidme un recuerdo a la, para mí, queridísima memoria de D. Evaristo, mi primer maestro, cuyas obras, algo italianas, pero de ingenuidad y pureza admirable, conservo copiadas por mi mano como apreciable tesoro del más venerable de los sacerdotes y de los músicos».
Joaquín Turina

Turina se inició como profesional en la música mediante un quinteto con piano que había formado con un grupo de amigos. La agrupación se hacía llamar La Orquestina. Actuaban en fiestas y reuniones y fue la primera plataforma con la que Turina pudo iniciarse como intérprete y compositor.
Fue el 14 de marzo de 1897 cuando, en la sala Piazza de Sevilla, Turina se presentó oficialmente ante el público. La presentación se dio en un recital organizado por la Sociedad de Cuartetos. Interpretó una Fantasía sobre el Moisés de Rossini de Segismundo Thalberg. Ese acontecimiento tuvo muy buena crítica por parte de la prensa local, las cuales reconocieron y destacaron el éxito y la superación virtuosa de la obra. Debido a la gran acogida del público y de la prensa, un mes después, tuvo lugar en el mismo sitio otra actuación del compositor sevillano. Esta vez experimentó con la composición para teclado y conjuntos de cámara. Su primera obra orquestal es Coplas al Señor de la Pasión, escrita para la Hermandad de Pasión y estrenada en la Iglesia del Salvador con una orquestita de veinte músicos, coro de hombres, tenor y barítono, dirigidos por el autor. El gran interés que sentía por la música clásica le impulsó a crear con quince años su primera ópera, La Sulamita, basada en un libro de Pedro Balgañón. Tenía un gran afán de superación y cada vez quería crear obras de más categoría.
Turina empezó estudios de medicina, pero decidió retirarse y dedicarse profesionalmente a la música con su maestro, ya mencionado, García Torres. Este le advierte la necesidad de trasladarse a Madrid. Su padre le apoyó en todo momento, incluso financiando sus estudios y declarando en su testamento el deseo de que su hijo dispusiera de su dinero para seguir con su carrera artística. 
Finalmente, en 1902, se traslada a Madrid e inicia sus estudios con José Tragó. Turina, tras llegar a la capital española, acude al Teatro Real para escuchar un concierto sinfónico sobre la Quinta Sinfonía de Chaikovski. Los conciertos orquestales eran los que más apasionaban al compositor, incluso por encima de la ópera y la zarzuela. El padre de Turina, muy volcado con la carrera artística de su hijo, intenta mover hilos para que se pueda estrenar la ópera de su hijo, La Sulamita, en el Teatro Real. Pero no tuvo éxito y nunca pudo estrenar su ópera. El 14 de marzo de 1903 se presenta ante el público madrileño en el Ateneo, con obras de Scarlatti, Beethoven, Schumann, Wagner y tres obras propias hoy desaparecidas: La danza de los elfos, Variaciones sobre cantos populares y Gran polacca. En Madrid no impartió clases de composición, pero sí que perfeccionó su nivel pianístico. 
El año 1903 mueren sus padres y, siguiendo el consejo de su profesor, se traslada a estudiar a París. Joaquín Nin, un buen amigo suyo y gran conocedor de la vida musical parisina, le aconseja que imparta clases con el maestro alemán Moritz Moszkowski. Pero parece ser que las clases no convencen a Turina, ya que él mismo le escribió a su novia diciéndole: «Aparte de avanzar algo en la técnica de la digitación de las escalas, poco más aprendí».
A partir de esta situación inicia sus estudios de composición con Vincent D’Indy, en la Schola Cantorum, los cuales alternaba con sus actuaciones como intérprete de sus propias obras. El 29 de abril de 1907 se presentó al público parisino de la Sala Aeolian. Se presentó en solitario con su Poema de las estaciones. Tuvo muy buena acogida y al cabo de una semana, en la misma sala, estrena su Quinteto en sol menor con el Cuarteto Parent. La obra tuvo tanto éxito que fue premiada en el Salón de Otoño de 1907. Una anécdota sobre este acontecimiento es que, el propio Turina, confiesa que la conversación que tuvo con Albéniz y con Falla ese mismo día fue realmente el premio que obtuvo. Describe la conversación con los dos genios españoles como “la metamorfósis más completa de su vida”. En esa conversación, Albéniz le aconsejó que no escribiera más música con influencia francesa y que se dedicara por completo al canto popular español y andaluz.

“En París perfeccioné todos los estudios de composición, y después, siempre estudiando, llegué a amar cada vez más una profesión en la que siempre se está aprendiendo...”.
J.Turina

En esta etapa parisina, el compositor sevillano empieza a abandonar el ambiente de la Schola Cantorum y empieza a dar paso a los cantos, ritmos muy característicos de Andalucía. 
En 1908 contrae matrimonio con Obdulia Garzón y dos años después nace el primero de sus cinco hijos. En 1909 muere Isaac Albéniz. Turina, en memoria de su amigo, adapta un tema español: El Vito. Es resultado es su op. 3 para piano, que titula Sonata Romántica. La obra fue interpretada por él mismo en octubre de ese mismo año.
En 1912 escribe una de sus obras más significativas, el poema sinfónico La Procesión del Rocío , estrenada un año después en Madrid y de la que el propio autor realizaría una reducción para piano.
En 1913 culmina su periodo de formación en la Schola Cantorum. Pero el estallido de la Primera Guerra Mundial fuerza su salida de París y el retorno definitivo de Turina a Madrid donde fijó su residencia. 
El 10 de octubre de 1914, estrena la comedia lírica Margot, op. 11, con libreto del matrimonio formado por Gregorio Martínez Sierra y María de la O Lejárraga, que serían sus colaboradores habituales en las obras teatrales Navidad (1916),  La adúltera penitente (1917) y Jardín de Oriente (1923).  

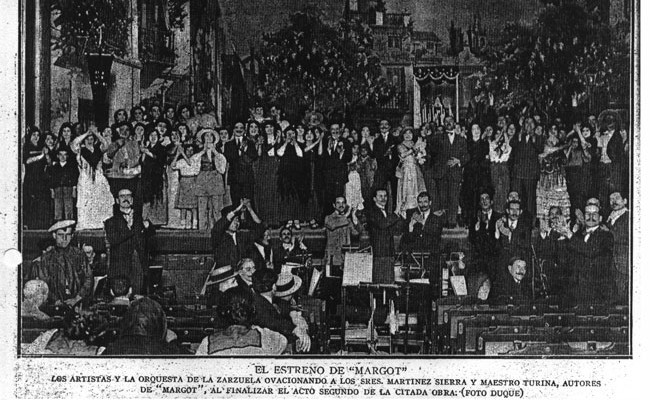
En el Teatro de la Zarzuela, los cantantes y la orquesta dedican una ovación a Turina y a Martínez Sierra al final del segundo acto del estreno de Margot.

En 1919, Turina formó parte como pianista del Cuarteto Francés; y, más tarde, del Quinteto de Madrid. Trabajó como director de orquesta, donde obtuvo grandes éxitos, llegando a dirigir las representaciones de los Ballets Rusos de Sergei Diaghilev (1918). En 1929 firmó un acuerdo con la editorial Unión Musical Española para la composición de obras de piano.
En enero del año siguiente, en el Ateneo de Madrid, tiene lugar un concierto de jóvenes músicos españoles. Los protagonistas son Falla y Turina. Su repertorio se centró en la música sinfónica, de cámara, canciones y sobre todo, obras para piano, que dentro de su producción artística son los que más abundan. Lo contrataron como maestro concertador en el Teatro Real en las mismas fechas que, como compositor, estrenaba las Danzas fantásticas, la Sinfonía sevillana, Sanlúcar de Barrameda, Jardín de Oriente, La oración del torero y el Trío n.º 1.
Durante este periodo también se dedica a la enseñanza. Imparte clases de composición a nivel particular y posteriormente en el Conservatorio de Madrid. 
Durante la década de 1920 y de 1930, visitó frecuentemente Barcelona y Cataluña y se relacionó con varios artistas, críticos e intelectuales catalanes, como Manuel Clausells, Joan Lamote de Grignon, Eugenio d'Ors, Oleguer Junyent, Frank Marshall, Rafael Moragas, Jaime Pahissa y Santiago Rusiñol. También colaboró con diversas instituciones musicales, como la Asociación de Música Da Camera, la Banda Municipal de Barcelona o la Orquesta Pau Casals. Fruto de esta relación, compuso Evocaciones, un conjunto de tres piezas para piano que se convierten en un tributo a Cataluña y que incluyen una sardana. El 23 de octubre de 1928, junto con Pau Casals, estrenó la transcripción para un violonchelo y piano «Jueves Santo a medianoche» (de la suite Sevilla) en el Palacio de la Música Catalana.
Durante la guerra civil española, que comienza en 1936, estuvo protegido por el cónsul británico, declarando a Turina como personal administrativo del consulado. En la Navidad de 1937, Turina le dedica al cónsul el manuscrito incompleto de la obra El Cortijo. Más tarde se lo completó, recibiendo el agradecimiento del cónsul. 
En 1935 fue nombrado académico de número de la Real Academia de Bellas Artes de San Fernando y, en 1941, comisario de la Música. Los homenajes, reconocimientos y viajes se sucedieron sin cesar. Publicó en 1917 la Enciclopedia abreviada de la Música y en 1946 el Tratado de composición, además fue autor de numerosos artículos, críticas y conferencias. La última obra de su catálogo es la pieza pianística titulada Desde mi terraza que lleva el número de opus 104 y está fechada en 1947. 
En los últimos años de su vida explotó su faceta como crítico musical. Participó en el periódico El Debate, el periódico Ya y también en el semanario Dígame. 
La continua enfermedad que acabó con su vida hizo que su producción musical disminuyera mucho, pudiendo componer únicamente trece obras en sus últimos años de vida. Después de varias semanas ingresado en el sanatorio del doctor López Ibor, Turina falleció en su domicilio a causa de una bronconeumonía en Madrid el 14 de enero de 1949.

## Características musicales[12]

### Aspecto rítmico
Los ritmos empleados por Turina en sus composiciones provienen, en su mayor parte, de la tradición andaluza, flamenca o gitana. En ocasiones, también es posible encontrar referencias de diversa música tradicional del resto de España como el pasodoble, el zorcico, propio del País Vasco, o la jota, propia de los territorios que integraron la antigua corona de Aragón. 
Los compases, tanto binarios como ternarios, que se observan en sus obras son los propios de dichas formas tradicionales españolas: la alternancia entre el 6:8 y el 3:4 para las bulerías, guajiras o peteneras, el 5:8 para el zorcico o el 2:4 para los pasodobles o la zambra (danza gitana). La denominación de estas formas es empleada también en las indicaciones de tempo de algunas de sus partituras.
En cuanto al tratamiento de las figuras musicales, los rasgos más característicos de la obra de Turina pasan por el empleo de polirritmias propias de las ya mencionadas formas tradicionales (simultaneando diversos ritmos sincopados de comienzo acéfalo, anfíbracos, anapésticos o espondeos), el uso del tresillo a la manera andaluza, los puntillos de negra o de corchea (empleados para otorgar carácter religioso o de marcha) y las largas estelas de semicorcheas que Benavente denomina "colas de cometa", imitando de esta manera las falsetas guitarrísticas flamencas, frenadas mediante síncopas irregulares.

### Aspecto melódico
La melodía en las obras de Turina presenta, al igual que el ritmo, influencias de la tradición andaluza, flamenca o gitana. Por ello, Benavente considera necesario establecer una escala general que englobe todo ello basada en el modo frigio, al que se le añaden determinadas alteraciones cromáticas de carácter gitano o arábigo (creando así, por ejemplo, intervalos de segunda aumentada) empleadas a modo de notas de paso, bordaduras, floreos o jipíos. Esta escala ascendente y descendente, partiendo del modo frigio de mi y con dichas alteraciones entre paréntesis, constaría de las siguientes notas:
mi fa sol ( sol # ) la ( si b ) si do re ( re # ) mi re do si ( si b ) la ( sol # ) sol fa mi
En los desarrollos melódicos, Turina tiende a reposar sobre el I y el V grado de la gama andaluza. Los intervalos más frecuentes son los de segunda y rara vez son superiores a la quinta, tal y como marca la tradición flamenca. Sin embargo, estos presentan también una clara tendencia a aumentar progresivamente en los frenazos sincopados que cierran las clásicas estelas de semicorcheas. 
Mediante la alternancia, la combinación y la superposición acertada de las figuras rítmicas mencionadas en el apartado anterior, existe un claro gusto por la insistencia en la forma de ataque, mediante un ostinato repetido al inicio de los diversos motivos que conforman cada frase musical, a imitación de algunas formas folclóricas. También cabe destacar el préstamo de melodías tomadas de canciones populares españolas y la construcción de giros melódicos por cuartas, tratando de imitar la sonoridad de las cuerdas al aire de la guitarra.

### Lenguaje armónico
La armonía de Turina, cuando se ciñe a los modos mayor y menor, puede encuadrarse en un marco tonal romántico, con las funciones de tónica, subdominante y dominante bien diferenciadas, a pesar de una cierta matización y sofisticación propias de las técnicas de composición impresionistas. Las influencias en el plano armónico de Turina no solo se limitan al ámbito andaluz o español, sino que también abarcan el Impresionismo francés y los conocimientos adquiridos en la Schola Cantorum de París. 
Del Impresionismo cabe destacar las notas añadidas o las apoyaturas sin resolución para aportar al acorde un color determinado. Además, también es recurrente el empleo de ciertos grados no diatónicos como el II, el III, el VI o el VII rebajados un semitono o el IV aumentado en el mismo intervalo, quintas aumentadas o disminuidas, armonías de sexta aumentada y disposiciones anticlásicas de los acordes de dominante o novena, con la séptima en el bajo y la fundamental a distancia de segunda, lo que puede sonar especialmente disonante cuando se trata de séptimas mayores. 
El ámbito modal surge cuando el compositor trata de evocar el folclore andaluz, con sus propias cadencias (entre ellas la famosa cadencia andaluza, como el famoso la sol fa mi, Am G F E), armonizadas según la técnica propia de la guitarra flamenca para el género musical que le da nombre e incorporando, además, influencias del neomodalismo francés de compositores como d'Indy y otros exponentes de la Schola Cantorum. 

## Obra

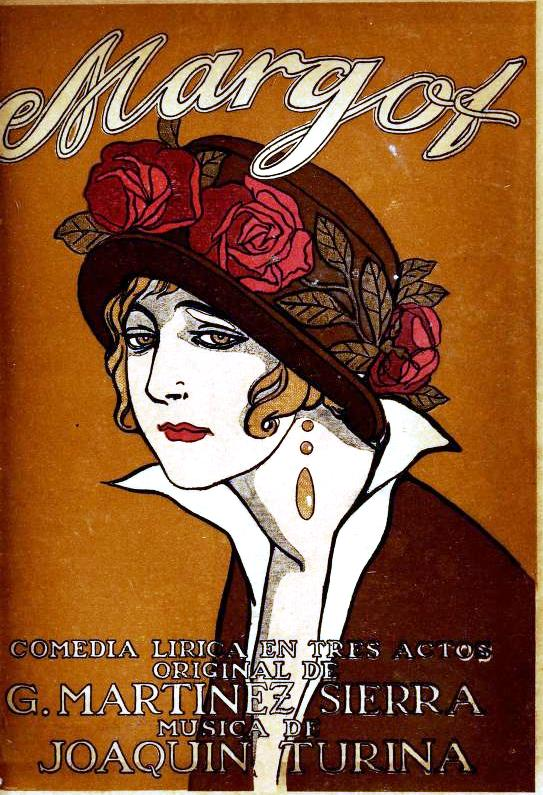
Portada del libreto de Margot

Turina fue pianista profesional, director de orquesta, profesor de composición, crítico musical, pedagogo, conferenciante, escritor y fotógrafo. Junto a Manuel de Falla, Julio Gómez García, Óscar Esplá, Conrado del Campo fue el creador del sinfonismo contemporáneo español que partió de las bases sentadas por Isaac Albéniz. La obra compositiva de Turina fue extensa, cultivando en ella distintos géneros musicales.

## Distinciones honoríficas
Durante toda su vida obtuvo importantes reconocimientos. 
- Fue nombrado en 1926 "Hijo Predilecto" de la ciudad de Sevilla.

- En 1926 obtuvo el Premio Nacional de Música por su obra Trío con piano. Op35.

- En 1941, fue nombrado académico de número de la Real Academia de Bellas Artes de San Fernando.

- En 1941 Comisario de la Música.

- En octubre de 1942 recibió la Gran Cruz de Alfonso X el Sabio en el Conservatorio de Música de Madrid.[13][14][15]

Para conmemorar su memoria existen en Madrid calles, colegios de educación primaria, institutos de educación secundaria y conservatorios profesionales de música que llevan su nombre. Existen festivales de música de cámara que también se conocen por el nombre de Joaquín Turina.
Existe un gran legado sobre la vida y obra de Turina. En 2003 se hallaron los manuscritos impresos y parte de la documentación personal. En 2007 se organizaron los recortes de prensa, programas de mano de conciertos y parte de su biblioteca personal. Se han encontrado más de 6000 imágenes personales y tarjetas. En total, el legado de Joaquín Turina, reúne cerca de 10 000 archivos digitales, los cuales forman parte de los fondos de la Fundación Juan March.